# Morten Løkkegaard

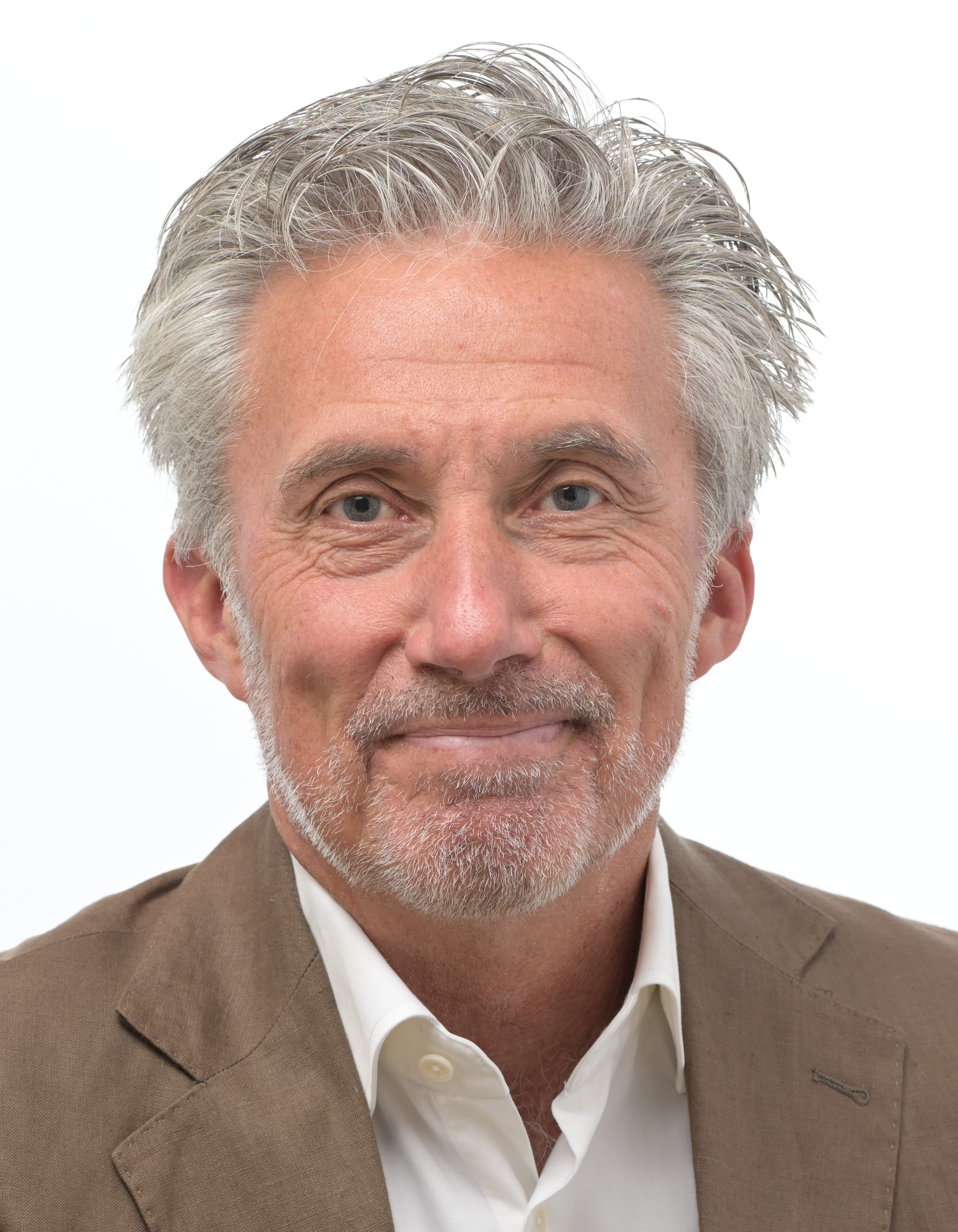
Morten Løkkegaard (2024)

Morten Løkkegaard (* 20. Dezember 1964 in Helsingør) ist ein dänischer Fernsehmoderator und Politiker (Venstre).
Løkkegaard arbeitete von 1990 bis 2005 für Danmarks Radio, zunächst als Politikreporter, ab 1996 als Nachrichtenmoderator. Später moderierte er eine Sendung auf dem Privatsender Kanal 5. Løkkegaard war 2009–14 Mitglied des Europäischen Parlaments und gehört seit 29. Februar 2016 dem Europäischen Parlament an.